# Troparium winchesterskie
Troparium winchesterskie (Winchester Troper) – jeden z najstarszych i najważniejszych zachowanych zbiorów muzyki dwugłosowej w Europie. Składa się z dwóch angielskich manuskryptów pochodzących z ok. 1000 roku. Jeden znajduje się w Oksfordzie (MS Bodley 775), drugi w kolgium Corpus Christi w Cambridge (MS473). Nazwa odnosi się do typowej w średniowiecznej muzyce praktyki tropowania odcinków chorału gregoriańskiego.
Zawiera ponad 160 przykładów 2-głosowego organum. Domniemanym twórcą jest Wulfstan Kantor, choć z pewnością nie on je zapisał – troparium powstało już po jego śmierci. W zbiorze znajduje się w całości pierwszy zachowany dramat liturgiczny – Quem queritis.